# Oliver Acquah
Oliver Acquah (Acra, Costa de Oro, 22 de marzo de 1946) es un exfutbolista de Ghana que jugaba en la posición de defensa.

## Carrera

### Club
| Periodo   | Club                   |
| --------- | ---------------------- |
| 1964-1973 | Asante Kotoko SC       |
| 1974      | Dallas Tornado         |
| 1975      | Rhode Island Oceaneers |
| 1976-1978 | Connecticut Yankees    |

### Selección nacional
Jugó para Ghana en cinco ocasiones de 1968 a 1972, participó en dos ediciones de los Juegos Olímpicos y en dos ediciones de la Copa Africana de Naciones.

## Logros
- Liga de fútbol de Ghana (6): 1964-1965, 1967, 1968, 1969, 1972
- Copa Africana de Clubes Campeones (1): 1970